# 546498 Demjénferenc
546498 Demjénferenc è un asteroide della fascia principale. Scoperto nel 2010, presenta un'orbita caratterizzata da un semiasse maggiore pari a 3,1508725 au e da un'eccentricità di 0,1164154, inclinata di 11,10451° rispetto all'eclittica.